# إيمانويل تيتيه
ايمانويل تيتيه (بالإنجليزية: Emmanuel Tetteh)‏ هو لاعب كرة قدم غاني في مركز الهجوم، ولد في 25 ديسمبر 1974 في أكرا في غانا. شارك مع منتخب غانا لكرة القدم. أما مع النوادي، فقد لعب مع بورصة سبور وبولونيا وارسو وتشايكور ريزه سبور وطرابزون سبور وليخيا غدانسك ونادي سينت ترويدن ونادي غوتبورغ ونادي فينترتور ونادي هارتس أوف أوك.

## وصلات خارجية
- ايمانويل تيتيه على موقع اتحاد تركيا (لاعب) (الإنجليزية)
- ايمانويل تيتيه على موقع قاعدة بيانات كرة القدم.إي يو (الإنجليزية)
- ايمانويل تيتيه على موقع ناشيونال فوتبول تيمز (الإنجليزية)